# Моложево (Мозырский район)
Моложево (бел. Молажава) — хутор в Криничном сельсовете Мозырского района Гомельской области Республики Беларусь.

## География

### Расположение
В 15 км на юг от Мозыря, 147 км от Гомеля, 10 км от железнодорожной станции Козенки (на линии Калинковичи — Овруч).

## Транспортная сеть
Транспортные связи по просёлочной, затем автодороге Мозырь — Новая Рудня. Деревянные крестьянские усадьбы стоящие у просёлочной дороги.

## История
Основан в начале XX века переселенцами из соседних деревень. В 1917 году в Михалковской волости Мозырского уезда Минской губернии. В 1932 году хуторяне вступили в колхоз. Согласно переписи 1959 года в составе экспериментальной базы «Криничная» (центр — посёлок Криничный).

## Население

### Численность
- 2004 год — 2 хозяйства, 6 жителей.

### Динамика
- 1917 год — 27 жителей.
- 1959 год — 47 жителей (согласно переписи).
- 2004 год — 2 хозяйства, 6 жителей.